# Râul Valea Satului, Topolog
Râul Valea Satului este un afluent al râului Topolog. 